# توماس مالی هریس
توماس مالی هریس (انگلیسی: Thomas Maley Harris; ۱۷ ژوئن ۱۸۱۷ – ۳۰ سپتامبر ۱۹۰۶) فرد نظامی اهل ایالات متحده آمریکا بود.